# Fábio Campana
Pour les articles homonymes, voir Campana (homonymie).
Luiz Fábio Campana (Foz do Iguaçu, août 1947 - Curitiba, 29 mai 2021) est un journaliste et écrivain brésilien,,.

## Biographie
Luiz Campana est né à Foz do Iguaçu en août 1947. En 1961, il s'installe à Curitiba. En 1978, il publie son premier livre : Mortal Remains, un recueil de nouvelles. En tant qu'écrivain, il écrit également de la poésie et des romans, mais c'est en tant que journaliste et éditeur qu'il se démarque, spécialisé dans le domaine politique.
Il travaille dans des journaux tels que : O Estado do Paraná, Gazeta do Povo, Tribuna do Paraná et Gazeta do Paraná. Il est commentateur sur les stations de radio BandNews Curitiba et Banda B, ainsi que commentateur politique au journal télévisé de RIC TV. Il est rédacteur en chef du magazine "Atento" et du journal "Correio de Notícias". Il est directeur de la maison d'édition "Travessa dos Editores" et éditeur des magazines "Et Cetera" et "Ideias".
En 2014, il reçoit l'Ordre d'État de Pinheiro du le gouvernement du Paraná.

## Décès
Il est décédé à Curitiba, le 29 mai 2021, à l'hôpital Nossa Senhora das Graças, après trois jours d'hospitalisation avec la Covid-19,.

## Ouvrages
- Restos Mortais, contos (1978)
- No Campo do Inimigo, contos (1981)
- Paraíso em Chamas, poesia (1994)
- O Guardador de Fantasmas, romance (1996)
- Todo o Sangue (2004)
- O último dia de Cabeza de Vaca (2005)
- Ai (2007)
- A Árvores de Isaías (2011)